# 特朗拉福雷 (伊勒-维莱讷省)
特朗拉福雷（法語：Trans-la-Forêt）是法国伊勒-维莱讷省的一个市镇，属于圣马洛区（Saint-Malo）普兰富热雷县（Pleine-Fougères）。该市镇总面积14.83平方公里，2009年时的人口为560人。

## 人口
特朗拉福雷人口变化图示